# 扎因·庫雷希
赫杜姆扎达·穆罕默德·扎因·侯赛因·庫雷希，簡稱扎因·庫雷希。是一名巴基斯坦政治家，他是巴基斯坦前外交部長沙阿·邁赫穆德·庫雷希之子。自2018年8月至2022年4月一直担任巴基斯坦国民议会成员。他目前是旁遮普省議會的成员。在宗教信仰方面，他是什葉派和蘇菲派的穆斯林。

## 政治生涯
2018年，扎因·库雷希从位於木爾坦的NA-157选区当选为巴基斯坦国民议会议员，成为2018年巴基斯坦大选巴基斯坦正义运动党(PTI)的候选人。
2018年9月27日，時任巴基斯坦總理伊姆蘭·汗任命他为联邦议会财政部长。 他任职到2022年4月10日，与其他正運黨成员一起辞去了议会的职务。
隨後，扎因·库雷希在木爾坦PP-217选区競選旁遮普省議會議員，在2022年旁遮普省补选中作为正运党候选人当选。他于2022年7月18日宣誓就职。

## 個人軼事
2009年，他作为立法者在時任美国國務卿约翰·克里的办公室实习。 在美國實習完畢后，再益庫雷希于2009至2012年间在大都會銀行担任关系经理。